# بطولة آسيا لكرة القدم الخماسية للأندية 2014
بطولة آسيا لكرة القدم الخماسية للأندية 2014 هو موسم من بطولة آسيا لكرة القدم الخماسية للأندية ‏. فاز فيه Nagoya Oceans ‏.